# Кари Ъндърууд
Кари Мари Ъндърууд (на английски: Carrie Marie Underwood, родена на 10 март 1983 година в Мъскоги, Оклахома), е американска кънтри певица, която става известна след победата в четвъртия сезон на American Idol през 2005 година.
Дебютният сингъл на Ъндърууд „Inside Your Heaven“ я прави единственият кънтри изпълнител, който дебютира на върха на класацията Билборд Хот 100 и единственият соло кънтри изпълнител през 2000-те, чиято песен достига първо място в този списък. Нейният дебютен албум Some Hearts включва успешните кросоувър сингли „Jesus, Take the Wheel“ и „Before He Cheats“, превръщайки се в най-продавания соло женски дебютен албум в историята на кънтри музиката.
Следващият студиен албум Carnival Ride има една от най-големите дебютни седмици на всички времена от жена изпълнител и печели две награди Грами. Нейният трети студиен албум Play On включва сингъла „Cowboy Casanova“ и също така достига първото място в Билборд Хот 100.

## Ранен живот
Кари Мари Ъндърууд е родена на 10 март 1983 година в Мъскоги, Оклахома, в семейството на Карол (по баща Шатсуел) и Стив Ъндърууд. Тя има две по-големи сестри, Шана и Стефани и е отгледана във фермата на родителите си в близкия селски град Чекота, Оклахома. Баща ѝ работи във фабрика за хартия, докато майка ѝ преподава в начално училище. По време на детството си Ъндърууд пее в местната църква и по-късно за местни събития в Чекота.
Местен почитател я урежда да отиде в Нашвил, Тенеси, когато е на 14, за да се яви на прослушване за Кепитъл Рекърдс. През 1997 година звукозаписната компания подготвя договор за Ъндърууд, но го отменя, когато се променя ръководството.

## Кариера

### 2004 – 2005:American Idol
През 2004 година Ъндърууд се явява на прослушване за American Idol в Сейнт Луис, Мисури, пеейки „I Can't Make You Love Me“ на Бони Райт. След като изпява „Could've Been“ на Тифани, съдията Саймън Коуел коментира, че тя ще бъде един от фаворитите за спечелване на състезанието. По време на изпълнението на финалистите на 22 март 2005 година, Ъндърууд пее интерпретация на хита „Alone“, прочут от Харт, и Коуел прогнозира, че Ъндърууд не само ще спечели състезанието, но и ще надмине всички предишни победители в Idol по продажби. Един от продуцентите каза, че тя е доминирала в гласуването, печелейки всяка седмица с голяма разлика. На 25 май 2005 година Ъндърууд става победител в четвъртия сезон. Нейната награда включва договор за запис на стойност поне милион долара, използване на частен самолет за една година и кабриолет Форд Мустанг.

### 2005 – 2007:Some Heartsи пробив
Музикалната кариера на Ъндърууд започва с издаването на първия й сингъл „Inside Your Heaven“ на 14 юни 2005 година. Песента дебютира на първо място в Билборд Хот 100, като Ъндърууд става едва третата певица, който дебютира на челна позиция от 1998 година. „Inside Your Heaven“ е единственият сингъл на солов кънтри певица през десетилетието 2000–2009 години, достигнал първото място в Билборд Хот 100. Също така дебютира на първо място в Билборд Поп 100 и в канадската класация за сингли. Сингълът е продаден в почти един милион копия и е сертифициран като златен от Асоциацията на звукозаписната индустрия в Америка и двойно платинен от Канадската асоциация на звукозаписната индустрия.
Първият албум на Ъндърууд, Some Hearts, беше издаден на 15 ноември 2005 година, влизайки в класациите на Билборд с 315 000 продадени копия, достигайки до първо място в Билборд Топ Кънтри Албуми и второ място в Билборд 200. Големите продажби през първата седмица на Some Hearts го превърнаха в най-големия дебют на кънтри музикант от 1991 година насам. Some Hearts стана най-продаваният албум за 2006 година във всички жанрове в САЩ. Албумът беше и най-продаваният кънтри албум за 2006 и 2007 години, което прави Ъндърууд първата певица в историята на Билборд, която е отличена като Топ Кънтри Албум. Освен това, това беше най-продаваният женски кънтри албум за 2005, 2006 и 2007 години. Some Hearts се превърна в най-бързо продавания дебютен кънтри албум в историята, най-продаваният солов женски дебютен албум в историята на кънтри музиката, най-добрият продаван кънтри албум за последните 14 години и най-продаваният албум на възпитаници на American Idol в САЩ. Албумът е сертифициран девет пъти платинен от Асоциацията на звукозаписната индустрия в Америка, най-високата сертификация за албум на кънтри изпълнител от 2000 година насам.
Вторият сингъл от албума, „Jesus, Take the Wheel“, беше издаден през октомври 2005 година и по-късно достигна първото място в Билборд Хот Кънтри Песни, оставайки там шест последователни седмици, и също достигна номер 20 в Билборд Хот 100. Песента е продаден в над два милиона копия и е сертифициран двойно платинен от Асоциацията на звукозаписната индустрия в Америка. Третият сингъл „Some Hearts“, също беше издаден през октомври, но ексклузивно за поп радиото. „Don't Forget to Remember Me“, нейният четвърти сингъл, също беше успешен, достигайки второ място в Хот Кънтри Песни. Третият кънтри сингъл на Ъндърууд „Before He Cheats“, достигна първото място в Хот Кънтри Песни, оставайки там пет последователни седмици. Песента достига номер осем в Билборд Хот 100, и сега е сертифицирана пет пъти платинено, като е продала повече от четири милиона копия. През април 2007 година Ъндърууд продължи списъка си с най-добрите кънтри сингли с издаването на „Wasted“, който достигна първото място в Хот Кънтри Песни, продаде повече от един милион копия и беше сертифициран платинен в САЩ. През април 2006 година Ъндърууд започна първото си концертно турне, озаглавено Carrie Underwood: Live 2006, с дати в цяла Северна Америка.
На музикалните награди на Билборд през 2005 година, нейният хит „Inside Your Heaven“ спечели желаната награда за най-продаваната песен на годината в Билборд Хот 100, както и наградата за най-продаван кънтри сингъл на годината. На наградите на Академията за кънтри музика през 2006 година, тя печели наградата за най-добра нова вокалистка и сингъл на годината за „Jesus, Take the Wheel“. Тя печели наградата за „Пробивна певица на годината“ на Американските музикални награди през 2006 година, а също така е номинирана за „Любима кънтри певица“. Тя спечели пет награди на музикалните награди на Билборд през 2006 година, включително наградата за албум на годината, топ 200 певица на годината, кънтри певица, нова кънтри певица и кънтри албум на годината. Тя беше номинирана в категорията „Най-продаваната нова певица в света“ на Световните музикални награди през 2006 година.

## Дискография
- Some Hearts (2005)
- Carnival Ride (2007)
- Play On (2009)
- Blown Away (2012)
- Storyteller (2015)
- Cry Pretty (2018)
- My Gift (2020)
- My Savior (2021)
- Denim & Rhinestones  (2022)